# Mehdy Metella
Mehdy Metella (* 17. Juli 1992 in Cayenne, Französisch-Guayana) ist ein französischer Freistil- und Schmetterlingsschwimmer. Er ist sowohl auf der Kurz- als auch auf der Langbahn Weltmeister mit der 4-mal-100-Meter-Freistilstaffel seines Landes.

## Erfolge
Bei den Weltmeisterschaften 2015 in Kasan siegte er über 4 × 100 Meter Freistil zusammen mit seinen Mannschaftskameraden Florent Manaudou, Fabien Gilot und Jérémy Stravius in 3:10,74 min vor Russland (3:11,19 min) und Italien (3:12,53 min).
Ein Jahr zuvor bei den Kurzbahnweltmeisterschaften 2014 in Doha mit Clément Mignon statt Stravius gab es Gold in der gleichen Staffel in Meisterschaftsrekordzeit (CR) von 3:03,78 vor Russland (3:04,18 min) und den USA (3:05,58 min).
Bei den Europameisterschaften 2014 in Berlin war es ebenfalls Gold geworden in 3:11,64 min (CR) vor Russland (3:12,67 min) und Italien (3:12,78 min). In der 4-mal-100-Meter-Lagenstaffel erkämpften die Franzosen mit Metella Silber in 3:32,47 min hinter den Briten (3:31,73 min) und vor den Ungarn (3:33,11 min).
Die Kurzbahneuropameisterschaften 2012 im eigenen Land in Chartres brachten Metella drei Medaillen ein: zweimal Gold über 4 × 50 m Freistil und mit der 4 × 50-m-Freistil-Mixedstaffel sowie Bronze im Einzelwettbewerb über 100 m Schmetterling in 50,66 s hinter Jewgeni Korotyschkin (49,98 s) und Rafael Muñoz Pérez (50,39 s).